# Gordias
Gordias (en grec ancien : Γορδίας / Gordías), également appelé Górdios (en grec ancien : Γόρδιος) ou encore Gordius, est le nom d'au moins deux membres de la maison royale de Phrygie, dont le roi Gordias, mythique souverain de Phrygie et qui était le père de Midas.

## Gordias (père de Midas)
(avril 2022).
Le premier des Gordias, un paysan de Macédoine, mythique fondateur de Gordion (la capitale de la Phrygie) et fabricant du légendaire nœud gordien, était le père du légendaire roi Midas, qui transformait tout ce qu'il touchait en or. Les différentes légendes à propos de ces Gordias et Midas suggèrent qu’ils ont vécu au 2e millénaire avant notre ère. 
La légende raconte qu'un oracle avait annoncé aux Phrygiens, lassés par des luttes intestines et l'absence de pouvoir royal, qu'un souverain se présenterait à eux sur un char tiré par des bœufs. C'est ainsi que Gordias se présenta à leurs yeux. 
Devenu roi, Gordias fonda en remerciement la ville de Gordion et consacra son char à Zeus. Autour de son timon, il fit un nœud si inextricable, le Nœud gordien, qu'on prédit l'empire souverain de l'Univers, à celui qui un jour, pourrait le défaire. 
En 333 avant notre ère, Alexandre le Grand passant par Gordion, tenta de défaire le nœud. Ne pouvant trouver une extrémité pour le dénouer, il le trancha d'un coup d'épée.

## Gordias (fils d'un Midas)
Un autre membre de la lignée royale phrygienne nommé Gordias était un contemporain du roi Crésus de Lydie.  
Selon Hérodote (Histoire, I, 35 à 45), Gordias,, est un personnage, présenté comme historique par Hérodote. Il est dit « fils de Midas » sans que l'on sache s'il s'agit du célèbre roi Midas (fils de Gordias, celui du nœud gordien). Adraste, le fils de ce « Gordias, fils de Midas » est cependant dit être « un Phrygien de sang royal ». Adraste, ayant tué accidentellement son frère est exilé par son père. Il sera accueilli et purifié par le roi Crésus de Lydie mais quelque temps plus tard, Adraste se suicidera sur la tombe d'Atys, fils de Crésus, dont il avait involontairement causé la mort. 
Photios, Bibliothèque, codex 190 (paragraphes 1 et 5), parle de Ptolémée Chennos : « Lisez Ptolémée Hephaestion, la Nouvelle histoire... Il dit que la personne dans le premier livre des Histoires d'Hérodote qui a été tuée par Adrastus, fils de Gordias, s'appelait Agathon et qu'il avait été tué au cours d'une querelle à propos d'une caille. ».